# 용해도

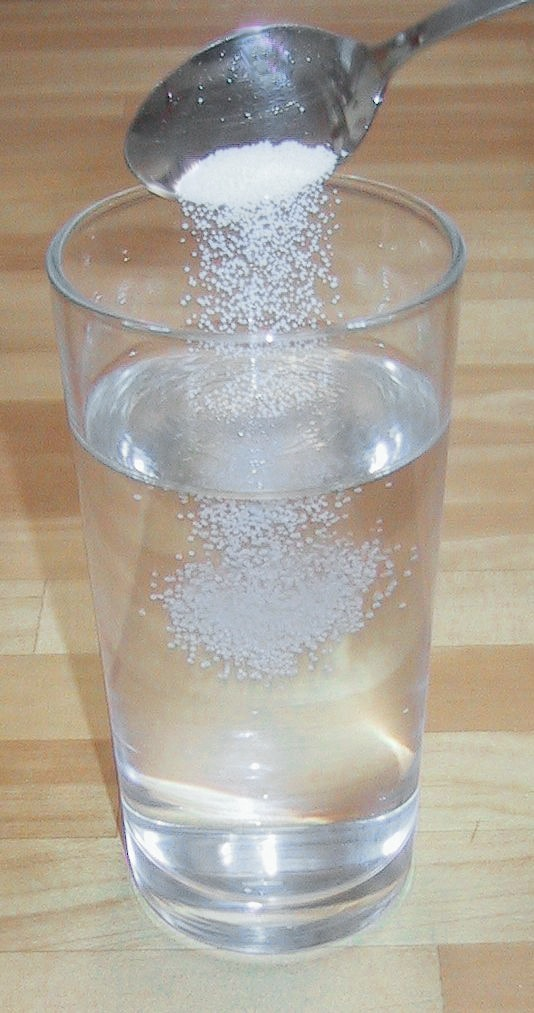

용해도(溶解度)는 용질이 용매에 포화 상태까지 녹을 수 있는 한도를 말하는데, 보통 용매 100g에 최대로 녹을 수 있는 용질의 양(g)을 의미한다. 온도, 용매와 용질 종류 등에 영향을 받는다. 대부분의 경우 온도가 높아질수록 고체의 용해도는 증가하고, 기체의 용해도는 감소한다. 용해도를 표시할 때는 용질, 용매의 종류, 측정한 온도를 같이 표시해야 한다. 온도에 따른 용해도 변화를 나타낸 그래프를 용해도 곡선이라 한다. 기체의 용해도는 압력에도 영향을 받는다. 낮은 압력에서 용매에 대한 용해도가 크지 않은 기체는 그 기체의 용해도가 그 기체의 부분압력에 비례하는데, 이를 헨리의 법칙(영어: Henry's Law)라 한다.

## 용해도의 표현
용해도는 여러 가지 방법으로 표현될 수 있다. 일반적으로 용매 100g에 최대로 녹을 수 있는 용질의 그램(g) 수로 표현한다. 미국 약전(USP)은 용질 1그램(g)을 용해시키는 용매의 밀리리터(mL) 수로 용해도를 표현하고 있다. 용해도는 몰랄 농도, 몰 농도 또는 퍼센트(%) 등으로 표현할 수 있다. 용해도가 정확히 알려지지 않은 물질의 용해도 값은 정성적인 표현으로 기술하기도 한다.

## 고체와 기체가 액체에 용해될 때
고체 물질이 액체 용매에 녹는 과정은 보통 흡열 과정이고, 엔트로피가 증가하는 방향이다. 또, 기체가 액체 용매에 녹는 과정은 보통 발열 과정이고, 엔트로피가 감소하는 과정이다. 정성적으로 생각해 보면, 엔트로피가 증가하는 방향으로 용해도가 증가하는 속성이 있기 때문에 온도가 높아질수록 고체의 용해도는 증가하고, 기체의 용해도는 감소하는 것이 일반적인 설명 방법이다. 하지만, 고체의 용해 과정이 발열 과정이거나 기체의 용해 과정이 흡열 과정이라면 르 샤틀리에의 원리에 의하여 온도가 증가할 때 용해도 곡선의 기울기가 보통의 고체, 기체의 용해도 그래프와는 반대로 나타나게 된다.

### 기체의 용해
기체를 구별하기 위해 용해성을 이용할 수 있다, 수소·산소·질소 등은 물에 비교적 잘 녹지 않는다.  이산화탄소나 아세틸렌은 20°C에서는 물과 같은 부피만큼 녹는다. 이산화황은 물의 부피의 약 80배, 염화수소는 약 450배, 암모니아는 약 700배 녹는다.  또, 이산화탄소,이산화황,염화수소 등은 물에 녹아서 산이 되므로 알칼리성의 수용액에 잘 녹는다.  암모니아처럼 물에 녹아 알칼리성이 되는 기체는 산성 수용액에 잘 녹는다.  이산화탄소와 일산화탄소는 일산화탄소가 물이나 알칼리성 수용액에 잘 녹지 않으므로 구별이 된다. 이산화질소와 일산화질소는 빛깔로도 구별할 수 있지만, 일산화질소가 대체로 물에 잘 녹지 않는다.

## 용해도곱 상수
용해도곱 상수는 고체염이 용액 내에서 녹아 이온으로 나뉠 때의 평형 상수 값을 나타낸 것으로, 보통 Ksp 로 표현한다. 예를 들어, 아이오딘화 납(II) (PbI2)의 용해를 생각해 보자. 그 반응식은 다음과 같다.
{\displaystyle {\rm {PbI_{2}(s)\ {\overrightarrow {\longleftarrow }}\ Pb^{2+}+2I^{-}}}}
Ksp=7.9*10-9
로 나타낼 수 있다. Ksp를 통하여 화합물의 용해도를 구할 수 있는데 Ksp는 평형상수이므로 Ksp=[I-]2[Pb2+] 식을 평형 상태에서 만족한다. 이를 이용해 순수한 물에서의 PbI2의 용해도를 구해보면, x mol/L만큼의 PbI2 가 녹아 평형을 이룰 경우 [Pb2+]=x M, [I-]=2x M이다. 이를 대입하면, Ksp=4*x3 이므로, 이를 만족하는 x값이 순수한 물에서의 PbI2의 용해도가 된다.

## 용해도에 영향을 끼치는 요인
용해도에 영향을 끼치는 요인에는 압력, 온도 외에도 여러 가지 요인이 있다.

### 공통이온효과
공통 이온 효과란 염의 성분 이온들 중의 하나가 이미 용액 중에 들어 있다면 용해도가 감소하는 현상인데, 이는 간단히 르 샤틀리에의 원리를 생각하면 이해할 수 있다. 이번에는 다음과 같은 반응식을 생각해 보자.
{\displaystyle {\rm {CaSO_{4}(s)\ {\overrightarrow {\longleftarrow }}\ Ca^{2+}+SO_{4}^{2-}}}}
위의 반응물인 CaSO4가 물에 녹아 있다고 하자. 이 때, Ca2+ 이온을 더 첨가한다고 생각해 보자. 생성물이 증가하였으므로, 르 샤틀리에의 원리에 따라 생성물을 줄이는 반응이 일어난다. 그러므로 역반응이 진행된다.

### 이온 형성
위의 용해도 평형 상수 식에서는 고체염이 물에 녹으면 모두 이온의 형태로 분리된다고 생각하였다. 하지만, 고체염이 아닌 설탕이 물에 녹듯이 염화나트륨과 같은 염도 물에 녹을 때, {\displaystyle {\rm {\ Na^{+}:Cl^{-}:NaCl\ }}}의 세 가지 형태로 모두 존재 가능하다. 하지만, 앞의 두 이온의 형태만 용해도곱 상수에서 따지게 되므로, 실제적으론 계산되는 양보다 매우 미량이지만 더 많은 양의 NaCl이 물에 녹을 수 있다. 같은 예로,: :{\displaystyle {\rm {AgCl(s)\ {\overrightarrow {\longleftarrow }}\ Ag^{+}+Cl^{-}\ }}}를 생각해 보자. 만약, AgCl을 NaNO3가 녹아있는 용액에 녹인다고 생각해 보자. 실제 계산식에서는 물에 AgCl을 녹일 때나 이 용액에 AgCl을 녹일 때나 용해도가 같다는 결과가 나오지만, 실제로는 후자의 용해도가 더 높다. 그 이유는, AgCl이 물에 녹으면: :{\displaystyle {\rm {\ Ag^{+}Cl^{-}AgCl\ }}} 형태의 입자들이 생길텐데, 이 때: :{\displaystyle {\rm {\ Ag^{+}Cl^{-}\ }}} 이 각각: :{\displaystyle {\rm {\ NO_{3}^{-},Na^{+}\ }}} 와 만나 짝이온을 형성하기 때문에 더욱 많은 AgCl이 녹을 수 있어 용해도가 증가하게 된다. 그 외에도, 용해도에 영향을 끼치는 요인은 더 많이 있을 수 있다.

## 참고 자료
- zum 학습백과 - 기체의 용해도 보관됨 2019-10-24 - 웨이백 머신